# Douglas au pays des mosquées
Pour plus de détails, voir Fiche technique et Distribution.
Douglas au pays des mosquées (Bound in Morocco) est un film muet américain réalisé par Allan Dwan et sorti en 1918.

## Synopsis
Un homme, de passage au Maroc, vole au secours d'une jeune femme qui vient de s'enfuir d'un harem.

## Fiche technique
- Titre : Douglas au pays des mosquées
- Titre original : Bound in Morocco
- Réalisation : Allan Dwan
- Scénario : Allan Dwan, Douglas Fairbanks
- Production : Douglas Fairbanks pour Douglas Fairbanks Pictures
- Distribution : Famous Players-Lasky Corporation
- Genre : Comédie
- Durée : 64 minutes
- Dates de sortie :
  - États-Unis : 28 juillet 1918
  - France : 21 mai 1920

## Distribution
- Douglas Fairbanks : George Travelwell
- Pauline Curley : Ysail
- Edythe Chapman : la mère d'Ysail
- Tully Marshall : Ali Pah Shush
- Frank Campeau : Basha El Harib
- Jay Dwiggins : Caïd Mahedi el Menebhi
- Fred Burns : le chef des bandits
- Albert MacQuarrie
- Marjorie Daw